# Гайдаржи Ілля Трифонович
Ілля́ Три́фонович Гайдаржи́ (* 1959) — полковник медичної служби Збройних сил України, Заслужений лікар України (2015).

## З життєпису
Батько — Трифон Георгійович, бухгалтер колгоспу села Копчак у Молдові, мати — Софія Іванівна, виноградар, батьки виховали п'ятьох дітей.
1976 року вступив до Кишинівського медичного інституту. На четвертому курсі перевівся до Куйбишевського медичного, військовий факультет. Працював ординатором у медичному батальйоні біля міста Копчатай, Казахська РСР. У госпіталях Ташкента й Алма-Ати оперував поранених радянських вояків з Афганістану, був у літаках, що звідти перевозили поранених. Майстер спорту СРСР по самбо, учасник сьомої Спартакіади народів СРСР. 1997 року оперував у Югославії поранених українських і французьких миротворців. Начальник клініки Військово-медичного клінічного центру Південного регіону, Одеса. Здійснив понад 25 000 операцій.
З дружиною Надією Федорівною виховали дочку Тетяну й сина Олександра — теж медика.

## Нагороди
За особисту мужність, виявлену у захисті державного суверенітету та територіальної цілісності України, самовіддане виконання військового обов’язку також відзначений:
- орденом Богдана Хмельницького II ступеня [2]
- орденом Богдана Хмельницького III ступеня [3]
- орденом Данила Галицького[4]
- орденом святого Пантелеймона (27 липня 2024)[5]

Має також радянські нагороди:
- орденом «За службу Батьківщині у Збройних силах СРСР» III ступеня
- медаллю «За відзнаку у військовій службі» I ступеня